# Hornbach (bouwmarkt)
Hornbach is een van oorsprong Duitse beursgenoteerde bouwmarktketen, met meer dan 150 vestigingen in Nederland, Duitsland, Oostenrijk, Zwitserland, Luxemburg, Roemenië, Slowakije, Zweden en Tsjechië. Het bedrijf heeft meer dan 13.000 mensen in dienst.

## Geschiedenis
In 1877 begon Michael Hornbach een winkel voor ambachtslieden in het Duitse Landau in der Pfalz. In 1900 breidde zijn zoon Wilhelm Hornbach het uit tot een bouwmaterialenwinkel. De achterkleinzoon van Michael Hornbach, Otmar Hornbach, opende in 1968 in Bornheim (ook in Rijnland-Palts) het eerste gecombineerde doe-het-zelf- en tuincentrum van Europa. In 1987 ging het bedrijf voor het eerst naar de beurs als een naamloze vennootschap. Een tweede beursgang volgde in 1993. Hornbach Holding AG & Co. KGaA bezit 76,4 procent van de aandelen in Hornbach Baumarkt AG en tot maart 2014 was 21% in bezit van de Britse retailmultinational Kingfisher plc. Eind 2019 trad Steffen Hornbach terug als voorzitter. Erich Harsch, afkomstig van winkelketen dm, kwam naar Hornbach als zijn opvolger.

## Formule
Hornbach levert direct aan de gebruiker. Een filiaal is doorgaans gevestigd op een bedrijventerrein. De vestigingen bestaan uit een bouwmarkt met doe-het-zelfartikelen, een tuincentrum en een dierenafdeling. Sommige vestigingen kennen een drive-in voor bouwmaterialen, waar klanten artikelen direct in hun aanhangwagen of bestelbus kunnen laden. De grootte van een vestiging bedraagt gewoonlijk zo'n 18.000 m².

## Vestigingen in Nederland
In Nederland heeft het concern 18 Hornbach vestigingen en 1 Hornbach Vloeren (2023), met per vestiging gemiddeld zo'n 150 werknemers. De eerste vestiging in Nederland opende in april 1997 in Zaandam, eind 1999 de tweede in Tilburg en de derde in Kerkrade (pal naast het toen in aanbouw zijnde Parkstad Limburg Stadion van Roda JC Kerkrade). In 2010 opende Hornbach in Breda de destijds grootste bouwmarkt van Nederland: ca. 19.000 m² groot. De 15e vestiging werd in januari 2020 geopend in Duiven, tevens de eerste van Gelderland. In 2021 werd vestiging Apeldoorn geopend, in maart 2022 opende de vestiging Enschede en in juli 2023 Nijmegen; de grootste Hornbach vestiging van Nederland. Nieuwe vestigingen in o.a. Rotterdam staan gepland.
Tevens werd in 2021 een nieuwe formule door het concern gelanceerd: Hornbach Vloeren. De eerste vestiging van deze nieuwe formule opende op vrijdag 26 november 2021 haar deuren in Kerkrade en richt zich alleen op wand-en vloertegels, laminaat, pvc vloeren en vloerbedekking.
In april 2009 kwam Hornbach in het nieuws omdat het bedrijf 260 van zijn Nederlandse medewerkers sinds 2003 te weinig had uitbetaald. De in de collectieve arbeidsovereenkomst vastgelegde periodieke verhoging was niet toegekend. Doordat het bedrijf zijn werknemers jarenlang meer betaalde dan minimaal voorgeschreven in het cao-akkoord, hadden werknemers niets gemerkt.
Vanaf 2005 kwam Hornbach Nederland in een consumentenonderzoek van Elsevier Retail tot en met 2023 zeventienmaal als beste bouwmarkt-en tuincentrum uit de bus en voor de zesde maal als beste bouwmarkt webshop.

## De beste klusser van Nederland
Jaarlijks organiseert Hornbach in oktober en november "De beste klusser van Nederland". In deze kluscompetitie strijden klussers uit heel Nederland om de Gouden Hamer. De finale vindt op de laatste zaterdag van november plaats en wordt op televisie uitgezonden.